# Кіпп (Канзас)
Кіпп (англ. Kipp) — переписна місцевість (CDP) в США, в окрузі Салін штату Канзас. Населення — 60 осіб (2020).

## Географія
Кіпп розташований за координатами 38°47′6″ пн. ш. 97°27′25″ зх. д. / 38.78500° пн. ш. 97.45694° зх. д. (38.784990, -97.456822).  За даними Бюро перепису населення США в 2010 році переписна місцевість мала площу 2,09 км², уся площа — суходіл.

## Демографія
Згідно з переписом 2010 року, у переписній місцевості мешкало 59 осіб у 26 домогосподарствах у складі 20 родин. Густота населення становила 28 осіб/км².  Було 29 помешкань (14/км²).
Расовий склад населення:
| - 100,0 % — білих |

До двох чи більше рас належало 0,0 %. Частка іспаномовних становила 0,0 % від усіх жителів.
За віковим діапазоном населення розподілялося таким чином: 16,9 % — особи молодші 18 років, 64,5 % — особи у віці 18—64 років, 18,6 % — особи у віці 65 років та старші. Медіана віку мешканця становила 50,4 року. На 100 осіб жіночої статі у переписній місцевості припадало 118,5 чоловіків;  на 100 жінок у віці від 18 років та старших — 113,0 чоловіків також старших 18 років.
Цивільне працевлаштоване населення становило 57 осіб. Основні галузі зайнятості: виробництво — 47,4 %, освіта, охорона здоров'я та соціальна допомога — 26,3 %, будівництво — 26,3 %.